# Szuzuki Kanon
Szuzuki Kanon (鈴木香音; Nagoja, 1998. augusztus 5. –) japán énekesnő, a Morning Musume 9. generációjának volt tagja, 2016 májusában graduált.

## Élete

### 2011–2013
2011. január másodikán jelentették be, hogy ő is csatlakozik a Morning Musume-hez, a 9. generáció tagjaként. Ebben az évben játszott a „Reborn ~Inochi no audition~” című színdarabban. 2012 nyarán szerepet kapott a „Stacey’s Shoujo Saisatsu Kageki” című színdarabban, majd a Morning Musume 9-10. generációjával és a S/mileage 2. generációjával részt vett a „Mosuma FC event ~Gachi☆Kira~” fanklub eventen. 2013-ban születésnapja alkalmából önálló eventet tartott, melynek címe „Suzuki Kanon Birthday Event ～Oto no Kaori Yuku 15sai～” volt.

### 2014–2016
2014 decemberében elindult önálló rádióműsora az “Itsudemo! Kannon Smile“, majd olyan csúnyán megrántotta a bal bokáját egy táncpróbán, hogy hat hétig nem vehetett részt semmilyen mozgással járó eseményen. Emiatt a csapat “Seishun kozou ga nauteru”, illetve “Yuugure wa ameagari” című klipjeiben nem is látható, helyette Miyamoto Karin (Juice=Juice) szerepelt. 2015-ben drasztikusan lefogyott. 2016-ban bejelentette, hogy elhagyja a Morning Musume-t, illetve a Hello! Project-et és az egész showbizniszt is, mivel ápolónő szeretne lenni. Távozása előtt tartott egy szóló live-ot.